# Topolino contro i gatti
Topolino contro i gatti (The Barnyard Battle) è il titolo del settimo cortometraggio di Topolino del 1929. Il film è uscito il 25 aprile 1929.

## Trama
Topolino decide di prestare servizio militare: combinerà un sacco di guai nel campo e provocherà le ire del suo Generale.